# Péninsule Gallieni
La péninsule Gallieni est une vaste presqu'île au sud de la Grande Terre, l'île principale des Kerguelen dans le sud de l'océan Indien. Elle occupe une position centrale entre la péninsule Rallier du Baty, à l'ouest, et la presqu'île Jeanne d'Arc, à l'est. Son sommet est le mont Ross 1 850 m, qui est également le point culminant de l'archipel.

## Toponymie

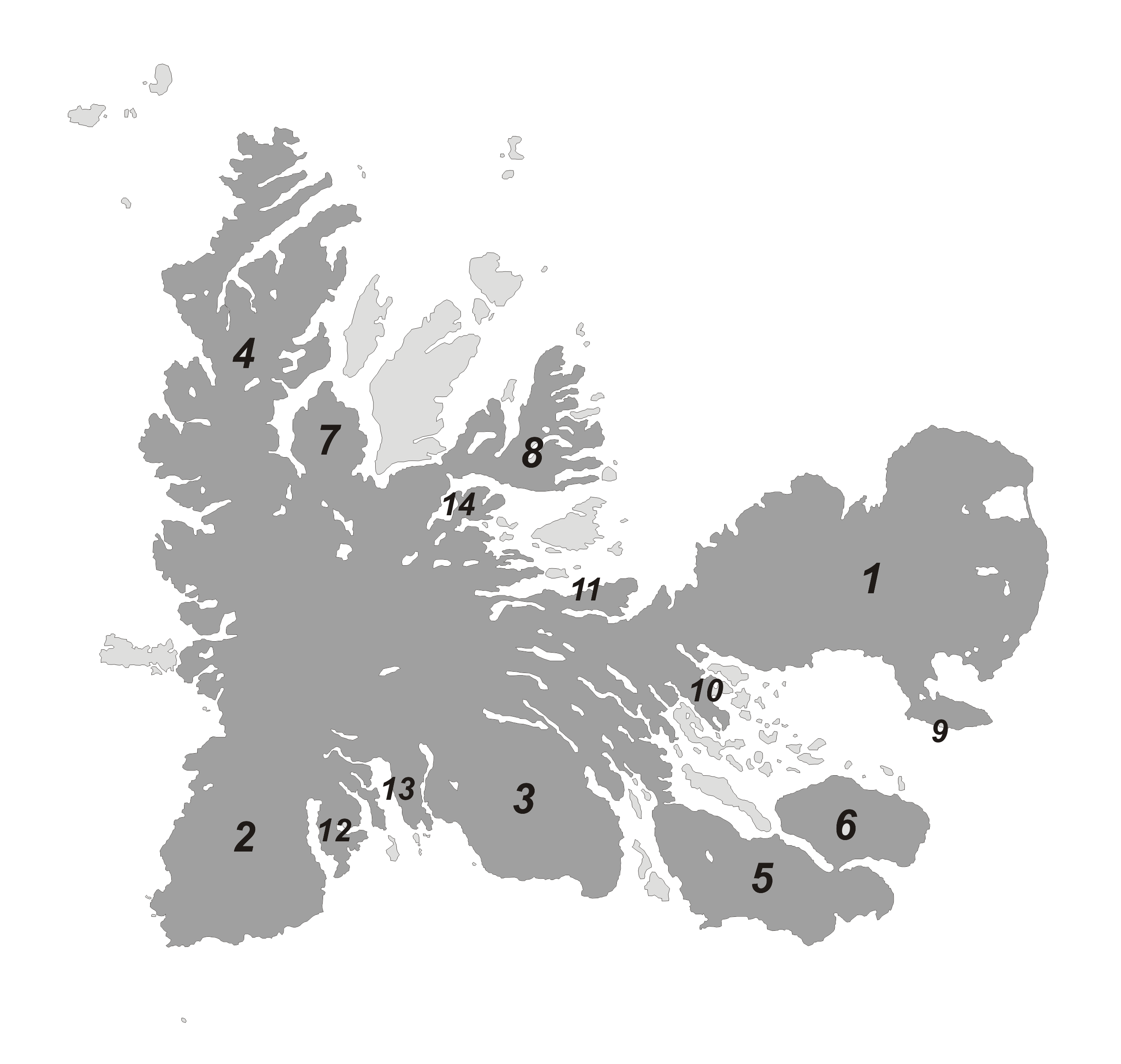
Carte des îles Kerguelen et des principales péninsules : en 3, la péninsule Gallieni.

Son nom lui a été donné par Raymond Rallier du Baty lors de ses deux expéditions (1904 et 1913) aux Kerguelen au début du XXe siècle, en hommage à Joseph Gallieni, gouverneur de Madagascar et de ses dépendances de 1896 à 1905.